# Ударный (Оренбургская область)
Уда́рный — посёлок в Первомайском районе Оренбургской области. Входит в состав Рубежинского сельсовета.

## География
Посёлок находится на расстоянии 60 км (по прямой) к юго-востоку от посёлка Первомайский, административного центра района.

### Часовой пояс
Посёлок Ударный, как и вся Оренбургская область, находится в часовой зоне МСК+2. Смещение применяемого времени относительно UTC составляет +5:00.

## История
Образован посёлок в 1930 году как одно из отделений совхоза «Рубежинский».

## Население
| 2010 |
| ---- |
| 282  |

### Национальный состав
Согласно результатам переписи 2002 года, в национальной структуре населения казахи составляли 65 % из 369 чел., русские — 26 %.